# Plóskoie (Tiumén)
|  | Per a altres significats, vegeu «Plóskoie». |

Plóskoie (en rus: Плоское) és un poble de l'óblast de Tiumén, a Rússia, que en el cens del 2010 tenia 106 habitants.